# Região do Mar Negro

Região do Mar Negro.

A Região do Mar Negro (em turco:  Karadeniz Bölgesi) é uma das sete regiões nas que se divide Turquia. Encontra-se no norte do país.

## Províncias

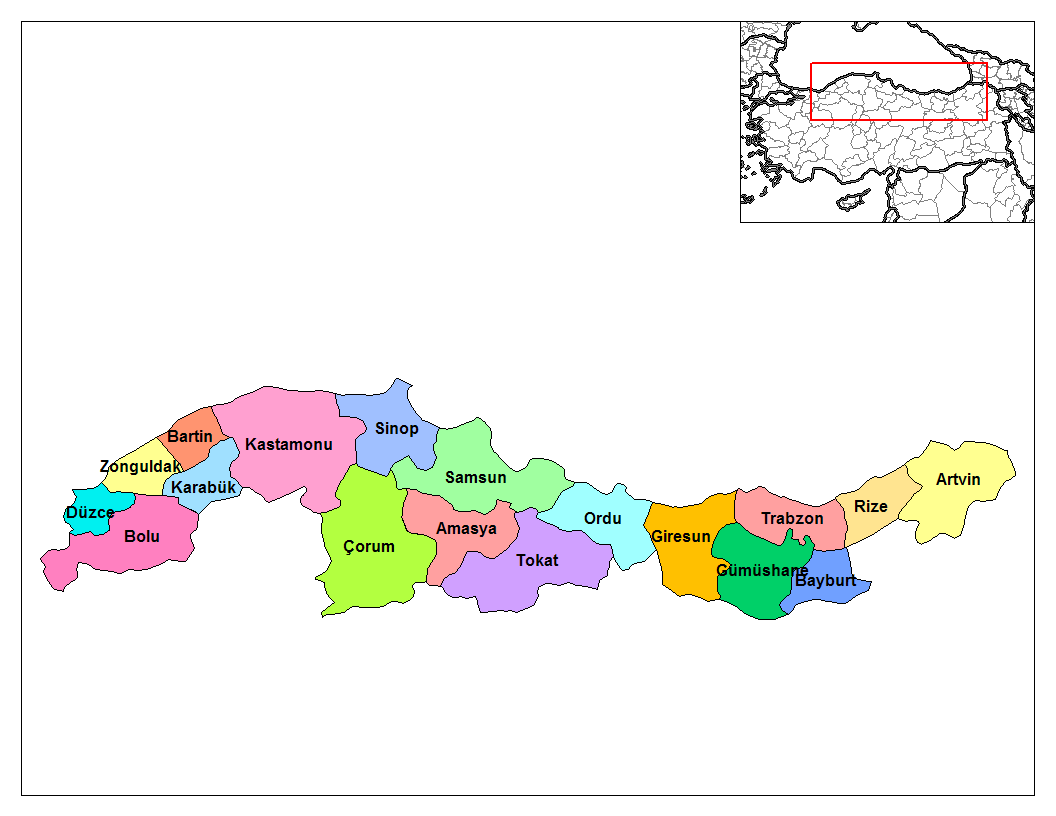
Região do Mar Negro.

- Amásia
- Artvin
- Bartın
- Bayburt
- Bolu
- Çorum
- Düzce
- Giresun
- Gümüşhane
- Karabük
- Castamonu
- Ordu
- Rize
- Samsun
- Sinope
- Tocate
- Trebizonda (Trabzon)
- Zonguldak